# Mormia aristosa
Mormia aristosa és una espècie d'insecte dípter pertanyent a la família dels psicòdids.

## Descripció
- Mascle: occipuci prominent; edeagus esvelt; antenes d'1 mm de llargada i ales d'1,62 mm de longitud i 0,57 d'amplada.
- La femella no ha estat encara descrita.[3]

## Distribució geogràfica
Es troba a Indonèsia: és un endemisme de Papua Occidental (Nova Guinea).